# El presente
El presente è uno degli inediti nonché il primo singolo estratto dall'album live MTV Unplugged di Julieta Venegas.
Appena messo in vendita il singolo ha riscontrato un ottimo successo di vendite soprattutto in Messico e nei paesi sudamericani.
Come il resto dell'album anche il singolo è cantato dal vivo.

## Tracce
1. El Presente - 3:52 (Live)[1]

## Classifiche
| Classifica (2008) | Posizione massima |
| ----------------- | ----------------- |
| Cile              | 1                 |
| Colombia          | 4                 |
| Costa Rica        | 5                 |